# Ferias de Andalucía

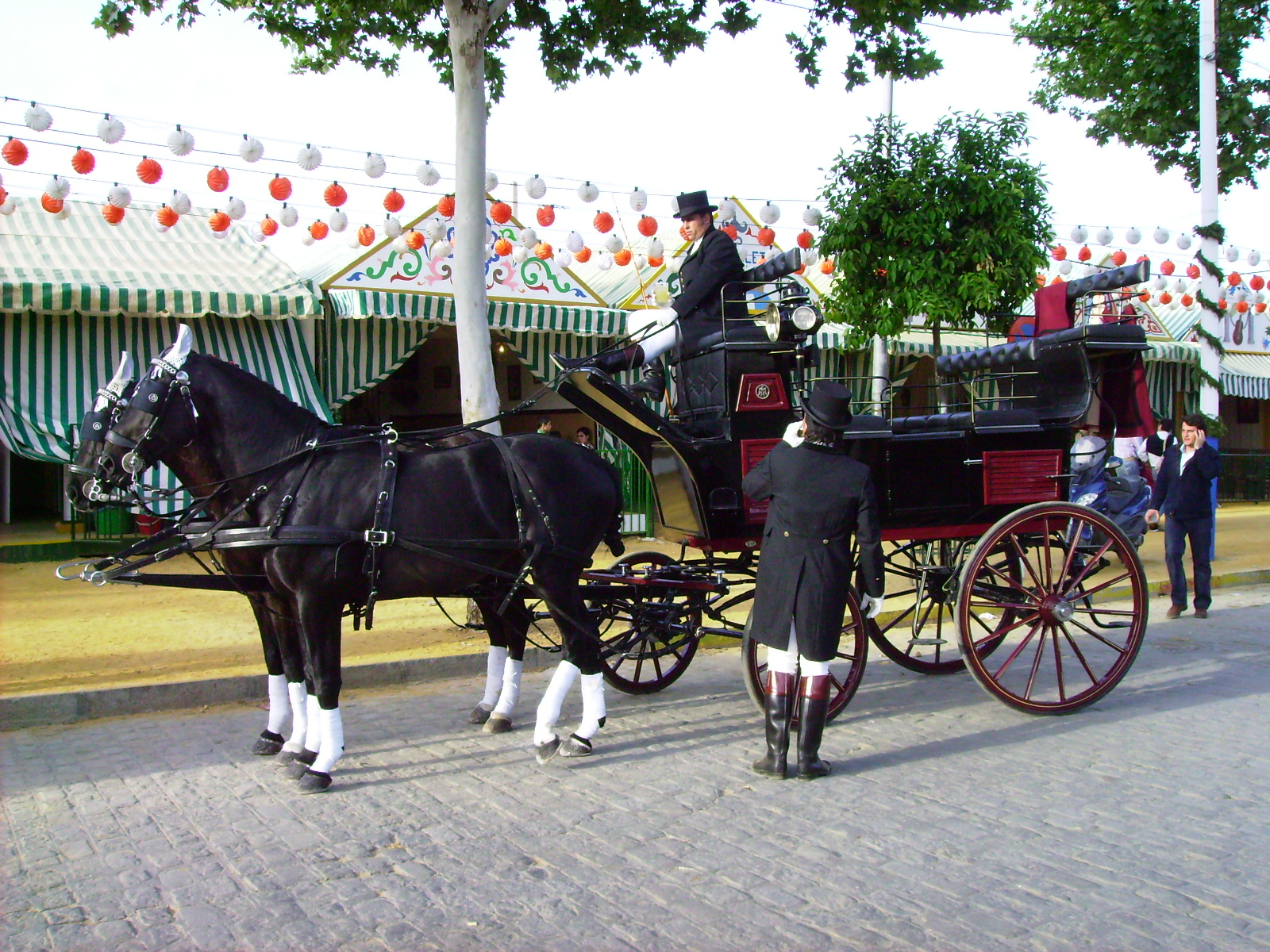
Carruaje de época en la Feria de Abril de Sevilla.

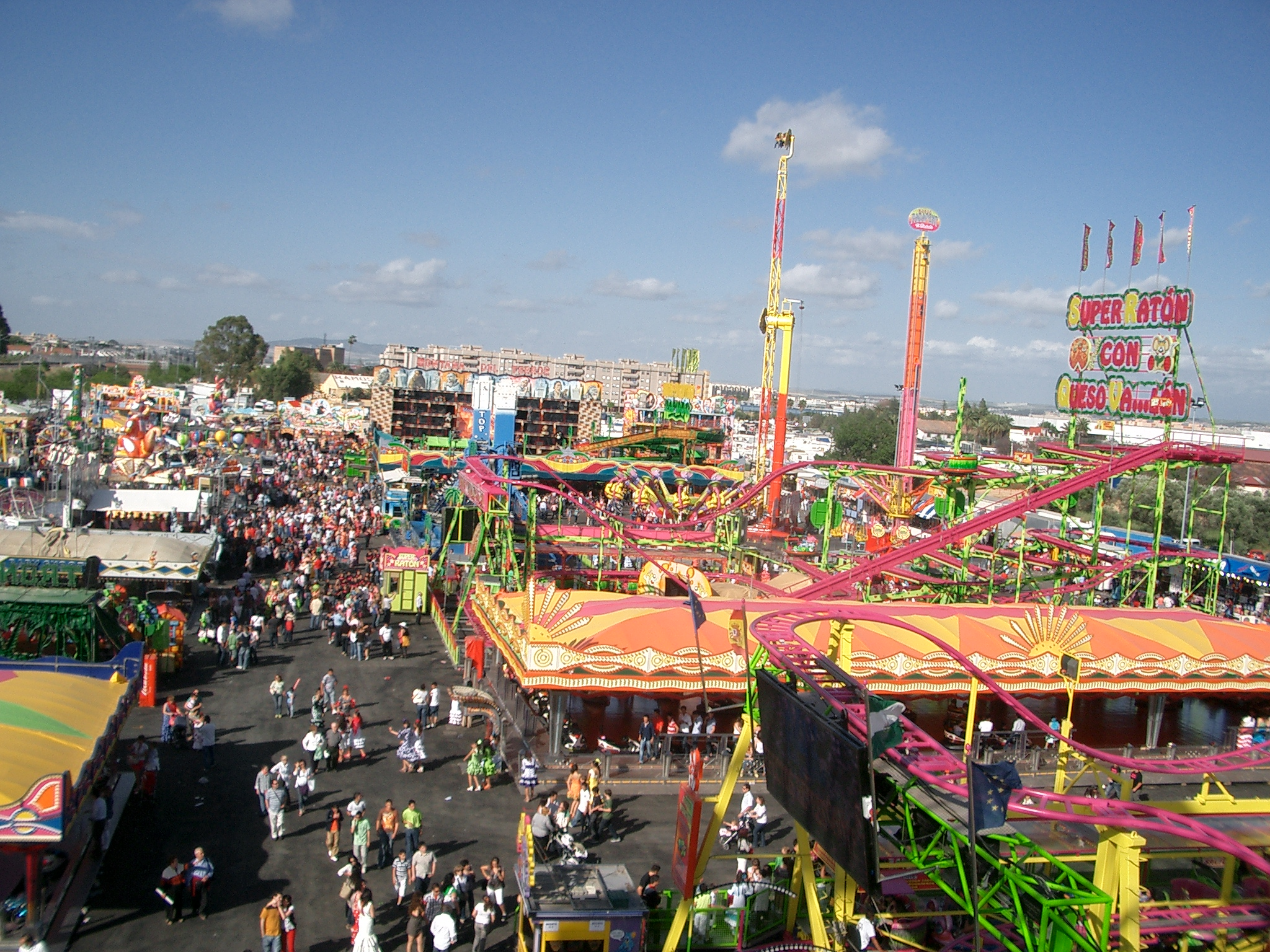
Feria de Jerez de la Frontera.

Las ferias andaluzas tienen especial significación por los elementos culturales específicos que aportan a la cultura e idiosincrasia andaluza; tanto los heredados de las ferias originales, de origen ganadero y religioso; como los añadidos por ciertas celebraciones más recientes con motivación diversa (como las Fiestas Colombinas de Huelva dedicadas a la relación con Iberoamérica). 

## Elementos característicos
- Las grandes portadas, sobre todo en las ciudades y en las ferias extraurbanas, aunque también en algunas ferias urbanas (situadas dentro del casco urbano) de poblaciones medias. Es un elemento arquitectónico monumental y efímero que se suele situar en la entrada del recinto ferial (cuya superficie, enarenada, se denomina albero, como el del ruedo de una plaza de toros) o de las calles habilitadas para la feria (en el caso de las ferias urbanas), en forma de gran puerta decorada con estilos variables: arquitectura local, motivos florales y sobre todo bombillas de colores rodeando la estructura. El alumbrao de su iluminación se celebra especialmente, como inauguración de la feria

- Las casetas, cuyo origen se encuentra en la Feria de Abril de Sevilla, se han ido extendiendo al resto de ferias capitalinas y de grandes ciudades, y en menor medida a otras ferias. Se trata de recintos efímeros, techados y con paredes de tela, decorados de forma tradicional, con elementos mobiliarios y decoraciones florales andaluzas, farolillos, etc. En algunas ferias se decoran las portadas de dichas casetas de forma especialmente cuidada, llegándose a hacer concursos como en la jerezana Feria del Caballo, donde se valora, tanto la portada como la decoración interior de la caseta.[1]

- Los chiringuitos, establecimientos casi siempre de naturaleza también efímera, donde se venden alimentos y bebidas. En ellos se suele ofrecer platos típicos de la gastronomía andaluza, tapas y bebidas o mezclas tradicionales, como la manzanilla o el rebujito, además de algunos platos y bebidas más convencionales.

- La presencia abundante en buena parte de las ferias del caballo andaluz, ya sea en concursos morfológicos, tradicionales ferias de ganado o la propia presencia de caballistas en el recinto ferial.

- La presencia de mujeres vestidas de flamenca.

- La presencia de baile y música andaluza de todo tipo, desde las omnipresentes sevillanas, al flamenco o al pop "aflamencado" andaluz.

- La frecuente existencia de una zona reservada a las atracciones feriales habituales, usualmente separadas del resto de la feria urbana o en una zona diferente del recinto ferial.